# Indostan

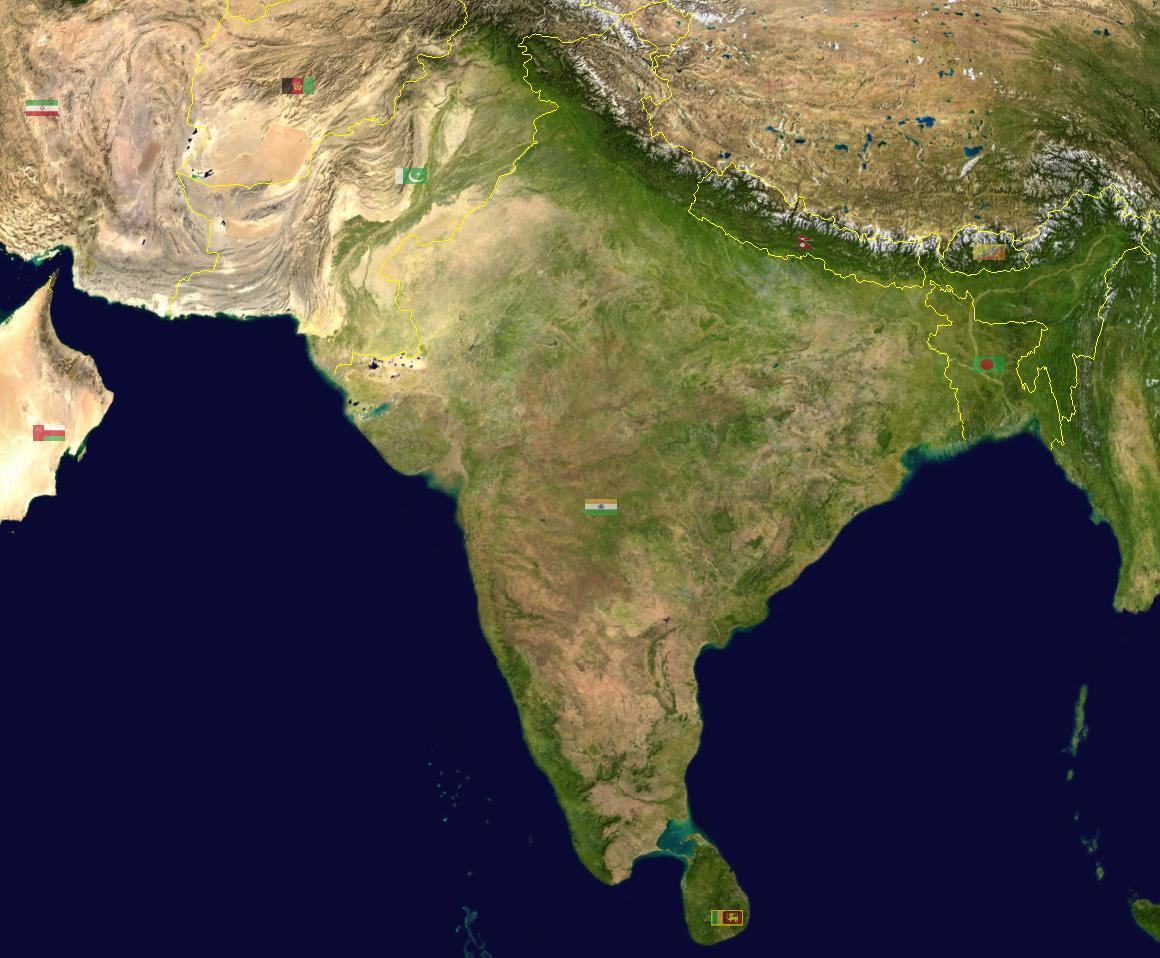
Indostan

Indostan, care se mai numește și "Peninsula Indostan", este vechiul nume dat regiunii subcontinentului indian, care cuprinde: India, Pakistan, Bangladesh, Sri Lanka, Insulele Maldive, Bhutan și Nepal. Trecutul istoric comun poate fi desemnat drept "civilizația indiană" care reunește aceste țări, distingându-le de restul continentului asiatic.
Termenul "Indostan" a fost folosit în secolele XVII, XVIII și XIX, astăzi fiind un arhaism.